# Península (película)
Península (Coreano: 반도; Hanja: 半島; RR: Bando), conocida en Hispanoamérica como Estación zombie 2: Península, es una película de terror de acción de Corea del Sur de 2020 dirigida por Yeon Sang-ho. Es una secuela independiente de la película Train to Busan de 2016 y sigue a un soldado que es enviado junto con su equipo para recuperar un camión lleno de dinero de los páramos de la península de Corea ahora habitada por zombis, milicias rebeldes y una buena familia.
Peninsula fue seleccionada para mostrarse en el Festival Internacional de Cine de Cannes de 2020, que fue cancelado debido a la pandemia de COVID-19. La película se estrenó en Corea del Sur el 15 de julio de 2020. Recibió críticas mixtas de los críticos y recaudó 37 millones de dólares en todo el mundo.

## Argumento
Se produce un brote de zombis en Corea del Sur, donde el gobierno se ve abrumado en un día. El capitán de la Marina de Corea, Jung-seok, lleva a los miembros de su familia a un barco. En el camino, se encuentra con una pareja con una hija pequeña, pero rechaza sus súplicas de ayuda porque el hombre está sangrando. La familia de Jung-seok aborda un barco donde un hombre infectado se convierte en zombi e infecta a varias personas en una cabina, incluido, desafortunadamente, el sobrino de Jung-seok, Dong-hwan. La hermana de Jung-seok se niega a dejar a Dong-hwan, que tiene el estómago infectado, por lo que Jung-seok cierra la cabaña mientras los zombis la muerden. Jung-seok impide que su cuñado Chul-min entre cuando llegan soldados armados. Otras naciones, incluidos Estados Unidos y la OTAN, contienen el brote poniendo en cuarentena a Corea del Sur.
Cuatro años después, en Hong Kong, los mafiosos chinos reclutan a Jung-seok y Chul-min, llenos de culpa, para una misión con otros dos coreanos para regresar a Corea del Sur y recuperar un camión que contiene 20 millones de dólares; si tiene éxito, supuestamente recibirán la mitad del dinero. El equipo llega a la península por la noche en bote y encuentra el camión. El equipo se defiende y mata al conductor zombi del camión, haciendo ruidos que atraen a más zombis. Jung-seok dispara a varios y el equipo escapa.
En el camino de regreso al puerto de Incheon, el equipo es emboscado por una milicia rebelde, la Unidad 631, que usa la luz para atraer a más zombis, lo que lleva al equipo a estrellar sus vehículos. Jung-seok es arrojado del camión mientras Chul-min se esconde en él. Los otros miembros del equipo mueren, uno debido al accidente y otro por el líder de la Unidad 631, el sargento Hwang. Jung-seok es rescatado por dos hermanas en un automóvil: Joon, una hábil conductora experta en manipular y matar zombis, y la joven Yu-jin. Regresan a su escondite y se unen a su abuelo, el élder Kim, y a su madre, Min-jung. Jung-Seok se da cuenta de que Min-jung y Yu-jin eran parte de la familia a la que se negó a ayudar cuatro años atrás.
Mientras tanto, la Unidad 631 lleva el camión a su recinto. Encarcelan a Chul-min y lo obligan a participar en juegos de supervivencia de dos minutos entre prisioneros desarmados y zombis. El soldado Kim descubre el dinero del camión e informa al Capitán Seo, quien se pone en contacto con los mafiosos y trama un plan para escapar de la península con el camión, manteniendo el plan en secreto para el resto de la Unidad 631. Mientras tanto, Min-jung se entera de Jung-seok que el barco de los mafiosos está en el puerto de Incheon esperando para sacarlo a él y al camión. Decide robar el camión para escapar con su familia y Jung-seok.
La noche siguiente, Jung-seok y Min-jung intentan robar el camión. Mientras sostiene al soldado Kim a punta de pistola, Jung-seok se entera de que Chul-min está vivo e interrumpe un juego de supervivencia para rescatarlo, matando a varios zombis y soldados de la Unidad 631. Chul-min salva a Jung-seok de ser mordido, luego el sargento Hwang mata a Chul-min. Min-jung se defiende del Capitán Seo y salva a Jung-seok de la Unidad 631. Min-jung y Jung-seok escapan del complejo en el camión, pero los zombis los bloquean. En su auto, Joon, Yu-jin y el élder Kim distraen a los zombis para liberar el camión.
Usando sus vehículos, la Unidad 631 los persigue, mientras los zombis atacan a los humanos. La familia y Jung-seok desactivan con éxito los vehículos que los persiguen, lo que hace que los zombis abrumen al sargento Hwang. El capitán Seo, que había matado al soldado Kim, tiende una emboscada a la familia en el puerto de Incheon y retiene a Joon como rehén. Yu-jin distrae a Seo para liberar a Joon. El élder Kim protege a Yu-jin; pero Seo le dispara mortalmente, hiere a Min-jung en la pierna y escapa con el camión al barco. Los mafiosos traicionan a Seo y le disparan. Mientras muere, Seo da marcha atrás al camión para mantener abierta la bodega de carga del barco, lo que permite que los zombis del exterior entren y maten a los mafiosos.
La familia señala un helicóptero Chinook de las Naciones Unidas que pasa. El herido Min-jung se queda atrás para despejar el camino para que Jung-seok, Joon y Yu-jin escapen de los zombis. Llegan sanos y salvos al helicóptero, donde las tropas de la ONU se niegan a ayudar a Min-jung. Rodeada de zombis, Min-jung se prepara para suicidarse.
Jung-seok recuerda que Chul-min dijo que Jung-seok no hizo todo lo posible para salvar a su familia y se siente impulsado a ayudar a Min-jung. Min-jung decide vivir y escapa de los zombis con la ayuda de Jung-seok. La familia, Jung-seok y las tropas de la ONU abandonan la península en helicóptero.

## Reparto
- Gang Dong-won como Jung-seok,[5] un exagente militar surcoreano que se siente culpable por no haber salvado a su sobrino y hermana.
- Lee Jung-hyun como Min-jung, una misteriosa dama que había visto a Jung-seok 4 años atrás mientras intentaba salir de Corea.
- Lee Re como Jooni, la hija mayor de Min-jung, que conduce un vehículo blindado para ayudar a los supervivientes.
- Kwon Hae-hyo como el Elder Kim, el padre de Min-jung y abuelo de Jooni y Yu-jin, que intenta comunicarse por radio desde Busan.[6]
- Kim Min-jae como el Sargento Hwang, el coadministrador de un club de lucha clandestino, que lidera junto a Seo.
- Koo Kyo-hwan como el Capitán Seo, el cínico director de un club de lucha subterráneo, que se volvió loco años después de que el virus devastara Corea.
- Kim Do-yoon como Chul-min, el cuñado de Jung-seok, quien ayuda a Jung-seok a conseguir el dinero.
- Jang So-yeon como hermana de Jung-Seok, casada con Chul-min quien murió por ser mordida cuando se quedó con su hijo cuando él estaba infectado hace 4 años.
- Lee Ye-won como Yu-jin, la hija menor de Min-jung, que usa vehículos de juguete ruidosos para sacar a los zombis y matarlos.
- Moon Woo-jin como Dong-hwan, sobrino de Jung-seok, que fue infectado hace cuatro años y a quien Jung-seok lamenta no haber salvado.
- Kim Kyu-baek como el Soldado Kim, el vicelíder del club de lucha clandestino y la mano derecha de Seo.
- Bella Rahim como el Mayor Jane, el soldado malasio de la ONU que es el primero en rescatar a los cuatro.
- Jang So-yeon como la hermana de Jeong-seok.[7]

## Estreno
Peninsula fue seleccionada para mostrarse en el Festival Internacional de Cine de Cannes de 2020. El festival finalmente se canceló debido a la pandemia de COVID-19 en curso. Se estrenó en cines en Corea del Sur el 15 de julio de 2020 y en los Estados Unidos el 21 de agosto de 2020.

## Recepción

### Taquilla
Al 12 de octubre de 2020, Peninsula ha recaudado $1.2 millones en los Estados Unidos y Canadá, y $35.8 millones en otros territorios (incluidos $28.7 millones de Corea del Sur), para un total mundial de $37 millones.
En Corea del Sur, la película ganó $2.4 millones de 2338 pantallas en su día de estreno, el mejor total de 2020, y $4 millones en sus primeros dos días de estreno. También abrió en Taiwán y Singapur, ganando un total de $905,000 en su primer día. La película pasó a debutar a $13.2 millones durante sus primeros cinco días en Corea del Sur, y un total de $20.8 millones (incluidos $750.000 de 45 pantallas IMAX) en todo el mundo. Fue la primera vez desde mediados de marzo que la taquilla mundial totalizó más de $1 millón. Después de diez días de estreno, la película había totalizado 19.3 millones de dólares en Corea del Sur. En su segundo fin de semana, la película también ganó otros $265,000 de 51 pantallas IMAX en seis países, convirtiéndose en el título en idioma local más taquillero para IMAX en Singapur, Malasia y Vietnam con $1 millón. Para el 7 de agosto, la película había recaudado casi $27 millones en Corea del Sur. La película ganó alrededor de $100,000 en 47 cines desde su debut en Canadá, y $213,415 en 151 cines el siguiente fin de semana desde su inauguración en Estados Unidos.

## Premios y nominaciones
| Año  | Premio                      | Categoría                 | Nominado(a)   | Resultado |
| ---- | --------------------------- | ------------------------- | ------------- | --------- |
| 2021 | Best Supporting Actor       | 57th Baeksang Arts Award  | Koo Kyo-hwan  | pendiente |
| 2021 | Best New Actor              | 57th Baeksang Arts Award  | Kim Do-yoon   | pendiente |
| 2020 | 29th Buil Film Award        | Popular Star Award (Male) | Gang Dong-won | Ganó      |
| 2020 | 29th Buil Film Award        | Mejor Actriz de Reparto   | Lee Re        | Ganó      |
| 2020 | 41st Blue Dragon Film Award | Best Supporting Actress   | Lee Re        | pendiente |